# Sandcat

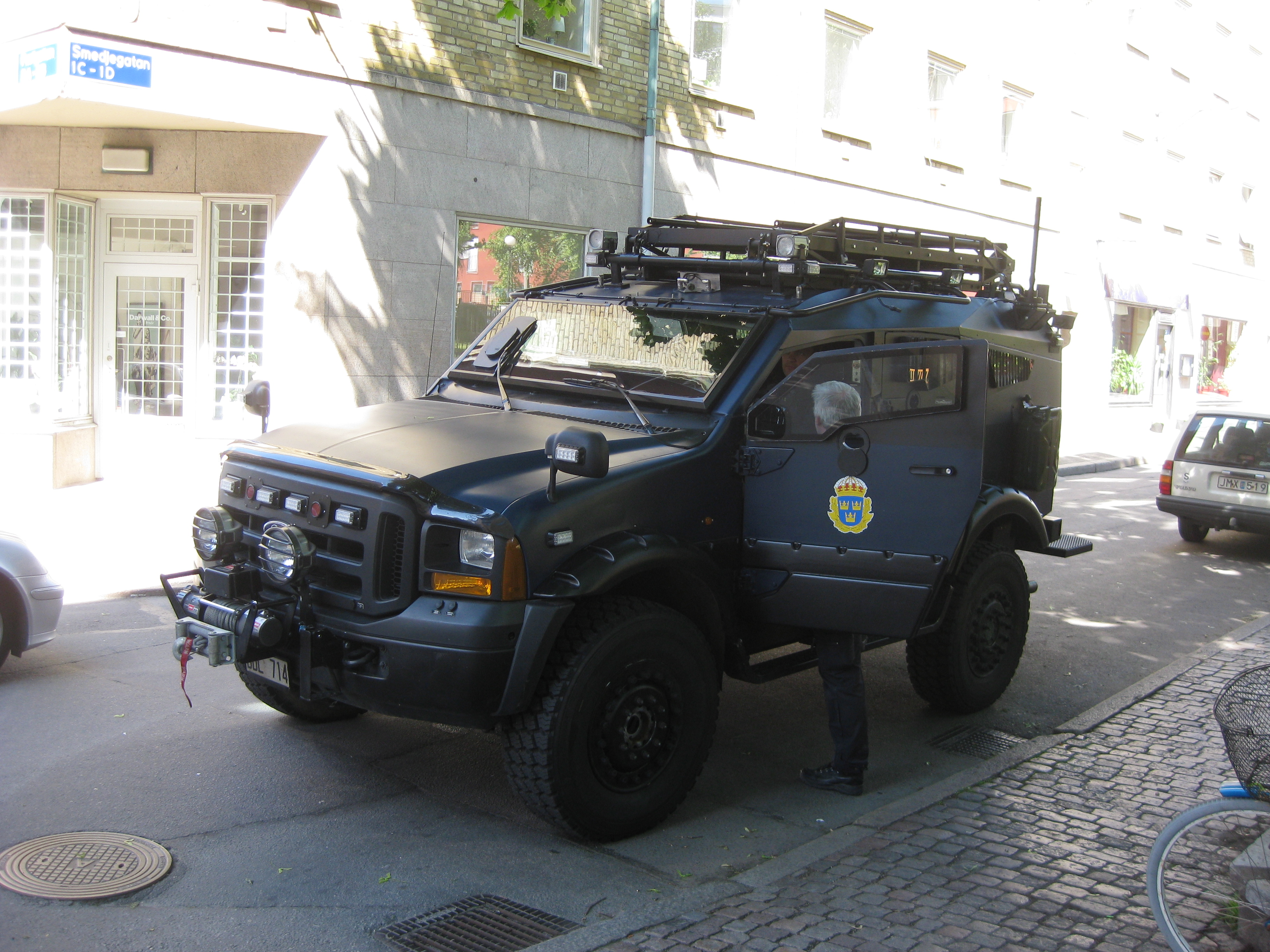
Göteborgspolisens Sandcat i juni 2009.

Plasan Sandcat (Hebreiska: פלסן קרקל), ibland även Plasan Caracal, är ett kompositpansarsfordon designad av Plasan i Israel.
Fordonet är baserad från ett Ford F-Series-chassi med hjulbasen nedkortat till 2,84 meter av Manning Equipment i Louisville, Kentucky. Fordonet var ursprungligen utformad som en potentiell ersättare för AIL Storm-jeeparna från Israels försvarsmakt. Fordonet har sedan dess utvecklats till flera versioner av fordonet från 4 till 6 ton för att transportera upp till 8 soldater.

## I Sverige
I Sverige användes Sandcat som ett insatsfordon av polisen. Fordonet blev först införskaffad 2008. I Sverige var fordonet byggt av företaget Eurolans i Backaryd, Blekinge, och var en form av en specialbyggd Ford. Fordonet kostade ca 3,5 miljoner kronor i inköp. Inköpen utfördes tidigare av Krisberedskapsmyndigheten. De tre första fordonen blev stationerade i Stockholm, Göteborg och Malmö innan de blev avregistrerade och ersattes istället av ACMAT Bastion som deras efterträdare. 

## Användare
- Azerbajdzjan
- Brasilien
- Chile[2]
- Bulgarien
- Kanada
- Colombia
- Israel
- Kazakstan
- Mexiko
- Nigeria
- Polen
- Sydkorea
- Sverige
- Ukraina